# 星辰 (遊戲)
星辰 Online（英語：或）是一款由玩酷科技開發的大型多人線上角色扮演遊戲。

## 營運狀況

### 正體中文（台灣、香港）
由Funny歡樂派與playcoo《玩酷》合作，於2014年重新營運
並更名為【星辰2 online】
由台灣遊戲橘子營運，定名為星辰，代言人為桂綸鎂。
- 2007年10月15日進行CCB
- 2008年1月16日進行封測CB。[1][3]
- 2008年2月13日進行OB
- 2012年8月31日正式結束營運。[4][5]

### 日文（日本）
由日本遊戲橘子營運，定名為ルーセントハート。
- 2008年7月7日遊戲橘子在日本發表。[6]
- 2008年8月11日公開官方營運網站。[7]
- 2008年8月27日上市。
- 2009年8月10日營運一周年紀念活動。[8]
- 2010年大型資料片「NOVA」。[9]
- 2011年4月6日資料片「NOVA 第二彈 PET RACE」。[10]
- 2011年8月3日大型資料片「VIOLA」。[11]
- 2011年8月27日營運三周年紀念活動。[12]
- 2011年11月14日大型資料片「THESAURUS」。[13][14]
- 2012年5月23日大型資料片「IGNOTUM」。 [15][16]
- 2012年8月31日營運四周年紀念活動。[17]
- 2012年10月18日大型資料片「INSIDIAMINI」。 [18][19]
- 2013年3月19日大型資料片「DAMNASSE」。 [20]
- 2013年8月14日大型資料片。 [21]
- 2013年8月23日營運五周年紀念活動。[22]

### 韓文（韓國）
由韓國遊戲橘子營運，定名ZODIAC Online。
- 2009年2月19日正式開放韓國官方網站。[23]
- 2009年3月25日發布 CBT 測試訊息。[24]
- 2009年4月27日發布公開測試訊息。[25]

### 簡體中文（中國大陸）
由中國遊戲橘子代理營運，定名為星空之恋。
- 2010年7月22日開始測試
- 2010年8月9日正式營運
- 2011年5月10日終止營運。[26]

### 英語（美國、英國）
- 現由Subagames營運。官方網站 （页面存档备份，存于）
- 2013/12/12封閉測試。
- 2014/01/14公開測試。

原由美國與英國遊戲橘子營運，定名Lucent Heart。
- 2011年2月10日封閉測試。[27]
- 2011年6月21日開放測試。[28]
- 2013年1月14日終止營運。[29][30]

### 法語（法國）
由歐洲遊戲橘子營運，定名Lucent Heart。
- 2011年9月19日正式開放法文官方網頁。[31]
- 2011年10月20日封閉測試。[32]
- 2011年11月29日開放遊戲商城。[33]
- 2012年9月3日宣布即將終止營運。[34][35]

## 設定

### 可選角色
- 新手（Beginner）
  - 戰士（Fighter）
    - 方陣射手（Gunner）
      - 神殿射手（Ranger）
      - 彗星射手（Sniper）

    - 衛城騎士（Knight）
      - 神殿騎士（Temple Knight）
      - 烈日騎士（Paladin）

  - 法師（Mage）
    - 銀月戰巫（Magician）
      - 月焰使者（Wizard）
      - 星河智者（Sorcerer）

    - 太陽祭師（Priest）
      - 太陽諭使（Bishop）
      - 曙光先知（Prophet）

## 產品包

### 臺灣
- 星心相戀包（新臺幣69元）
- 我愛小鎂包（新臺幣49元）

## 資料來源與外部連結
- Gamania 遊戲橘子 （页面存档备份，存于）
- 玩酷科技股份有限公司 （页面存档备份，存于）
- 星辰 online （页面存档备份，存于）
- 正體中文（臺灣）官網 （页面存档备份，存于）（已失效之連結）
  - 《星辰Online》官方部落格 （页面存档备份，存于）
- 香港官網 （页面存档备份，存于）（已失效之連結）
- 日文（日本）版官網
  - Facebook: ルーセントハート
  - Twitter: gamania_jp （页面存档备份，存于）
  - Twitter: ルーセントハート女子部 エリカ
  - Lucent Heart ルーセントハート 攻略情報Wiki （页面存档备份，存于）
- 韓文（韓國）版官網 （页面存档备份，存于）（已失效之連結）
- 簡體中文（中國大陸）官網 （页面存档备份，存于）（已失效之連結）
- 英文（美國、英國）官網 （页面存档备份，存于）（已失效之連結）
  - Facebook: Lucent Heart (Official Lucent Heart fanpage for global English players) （页面存档备份，存于）
  - Twitter: Lucent Heart （页面存档备份，存于）
  - YouTube: LucentHeartUS's channel （页面存档备份，存于）
  - Lucent Heart Wiki （页面存档备份，存于）
- 法文（法國）官網 （页面存档备份，存于）（已失效之連結）
  - Facebook: Lucent Heart France
  - Twitter: Gamania France （页面存档备份，存于）
  - YouTube: Lucent Heart France